# 花被

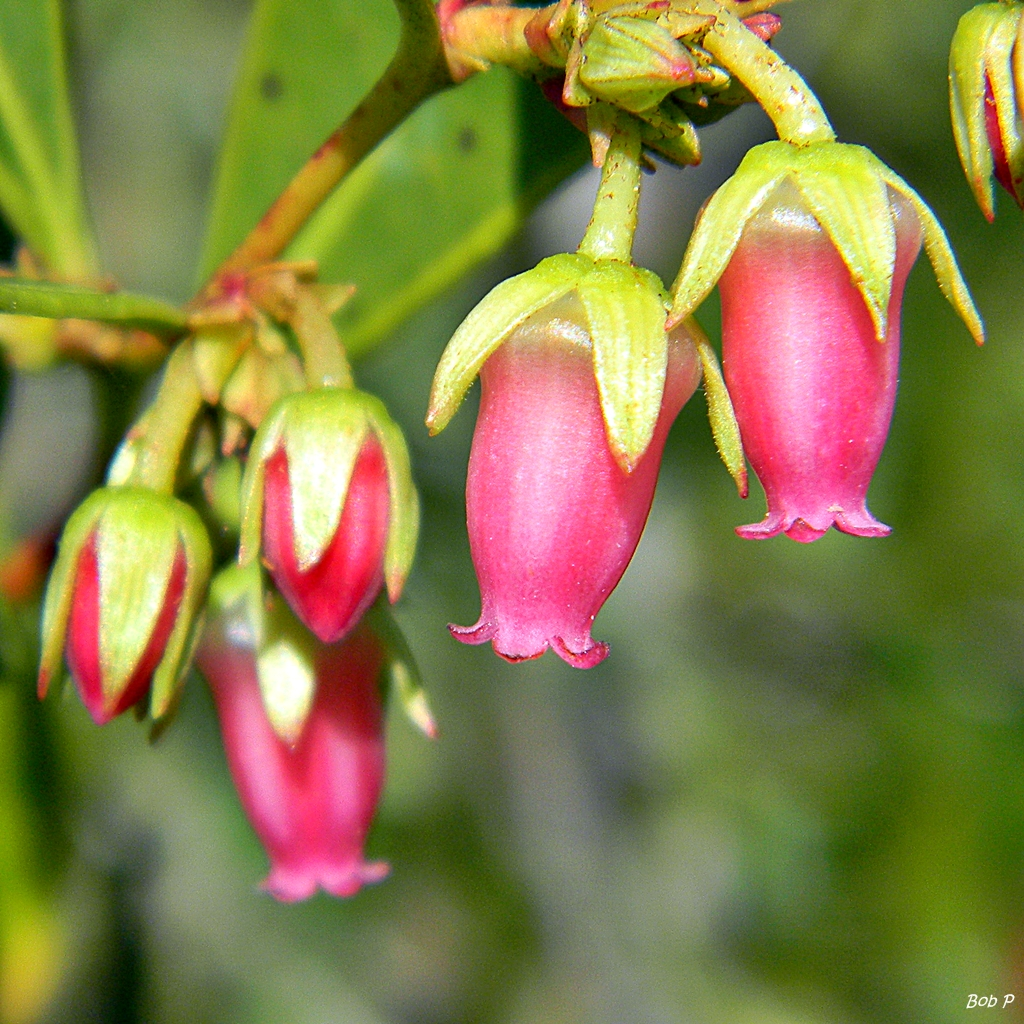
ネジキ属 (ツツジ科) の花。花被が萼 (青星) と花冠 (黄星) に分化している (異花被花)。

花被（かひ、英: perianth）とは、花において雄しべや雌しべの外側にある葉的な要素の集合名称である。花被を構成する個々の要素は、花被片 (かひへん; perianth segment, perianth part) とよばれる。
コケ植物の苔類では、造卵器やそこから成長した胞子体の基部を覆う袋状の保護構造をもつことがあり、これも花被とよばれるが、上記の花の花被とは無関係である (→ #コケ植物の花被)。

## 花の花被

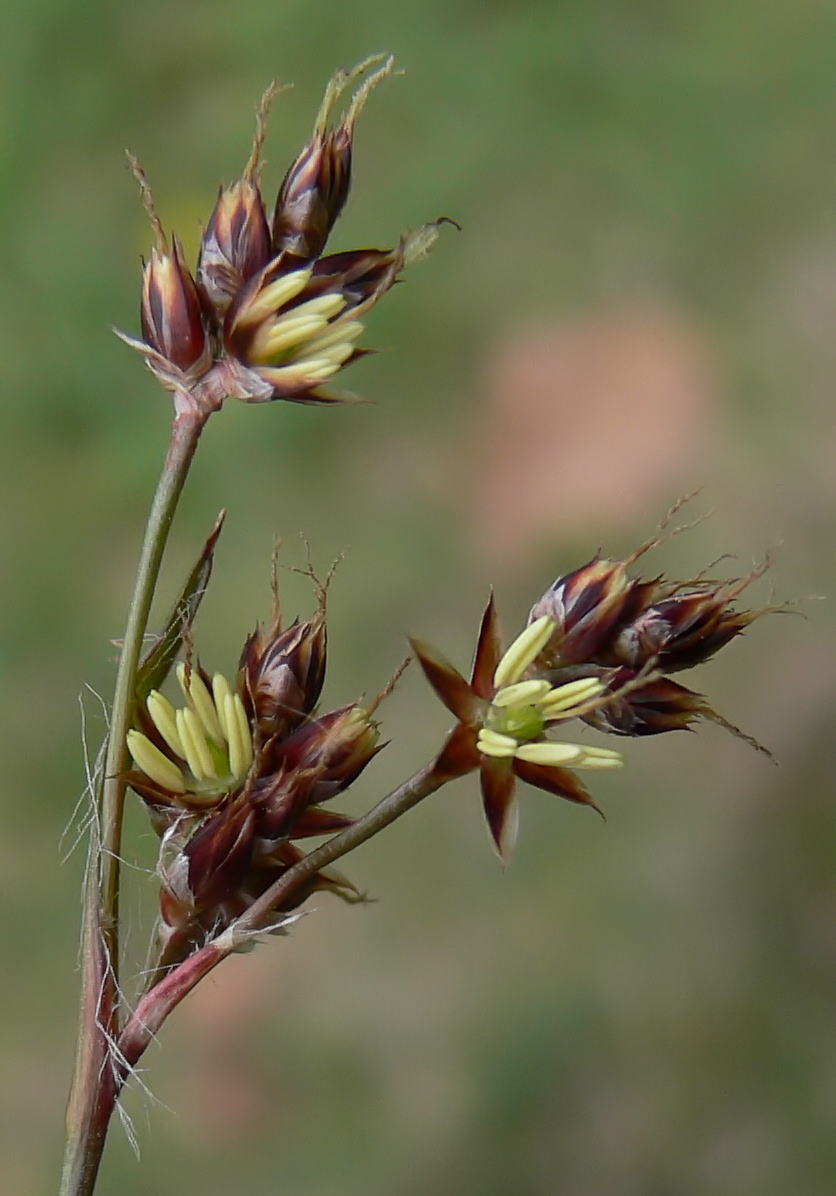
スズメノヤリ (イグサ科) の花。花被片は萼片状。

花は、基本的に同心円状 (ときにらせん状) に配列した複数の要素から構成されている。このような要素の中で、雌しべや雄しべの外側にあり生殖能をもたない (花粉や胚珠を形成しない) 葉的な要素は花被片、その集合は花被とよばれる。
多くの花において、花被片は内外2輪に配置している。外側の花被片は外花被片 (集合名称は外花被)、内側の花被片は内花被片 (集合名称は内花被) とよばれる。多くの花では、外花被片は小さく緑色で開花時には目立たないが、内花被片は大きく目立つ色をしている。このような場合、外花被片は萼片 (集合名称は萼)、内花被片は花弁 (集合名称は花冠) とよばれる。ユリ (ユリ科) のように花被片が内外2輪に配置していても、内外で明瞭な違いがない場合、萼片・花弁とはよばれず、ふつう外花被片・内花被片とよばれるが、このような花被片は花蓋片 (集合名称は花蓋) とよばれることもある。
萼片・花弁とよばれない花被片 (同花被花や単花被花の花被片) において、地味なものは萼片状（sepaloid）、派手なものは花弁状と表現される。またどの程度分化していれば萼片・花弁とよぶのかは必ずしも明瞭ではなく、分類群によって多分に慣習的な部分もある。アヤメ (アヤメ科) などでは、外花被片・内花被片の間に大きな形態的差異があっても萼片・花弁とはよばれない。またラン科では、1個の内花被片 (唇弁) を除いて外花被片・内花被片の形態的差異は小さいことが多いが、萼片・花弁とよばれることも多い。同様に外花被片・内花被片が共に派手であっても、萼片・花弁とよばれる例もある。
花被は、葉と同様に表皮で囲まれた葉肉状の柔組織からなるが、葉にくらべて未分化な状態にある。ふつう細胞間隙が発達しており、また萼では細胞が葉緑体をもつことが多い。花被 (特に花冠) はしばしば目立つ色をしているが、この色は、花被片を構成する細胞に含まれるフラボノイド (アントシアニンなど)、カロテノイド、ベタレインなどの色素による。また白い色は、色素だけではなく花被内の気泡が全ての波長の可視光を反射することも関与している。さらに花被表面の微細な突起や隆条構造、細胞中のデンプン粒などが光を反射し、花被の色や質感に関与していることもある。

## 花被による花のタイプ
花は、花被の有無や分化に基づいて、以下のように類別される。
- 有花被花 (chlamydeous flower): 花被をもつ花[1][2][3]。
  - 両花被花 (dichlamydeous flower): 複数輪の花被をもつ花[1][4][2]。
    - 異花被花 (heterochlamydeous flower): 花被が、外側の萼と内側の花冠に分化している花[1][2][3]。最もふつうに見られる花であり、オモダカ (オモダカ科)、ツユクサ (ツユクサ科)、ヒナゲシ (ケシ科)、スミレ (スミレ科)、カタバミ (カタバミ科)、エンドウ (マメ科)、サクラ (バラ科)、キュウリ (ウリ科)、マツヨイグサ (アカバナ科)、アブラナ (アブラナ科)、ハイビスカス (アオイ科)、ハコベ (ナデシコ科)、アジサイ (アジサイ科)、ツツジ (ツツジ科)、サクラソウ (サクラソウ科)、クチナシ (アカネ科)、オオバコ (オオバコ科)、ミント (シソ科)、トマト (ナス科)、アサガオ (ヒルガオ科)、スイカズラ (スイカズラ科)、タンポポ (キク科) などに見られる。
    - 同花被花 (等花被花[2][11]) (homochlamydeous flower): 萼と花冠の分化が不明瞭である花[1][3][2]。ふつう花被片は2輪に配置されており、上記のようにふつう外花被片と内花被片とよばれる。ハゴロモモ (ハゴロモモ科) やクスノキ (クスノキ科)、ユリ、チューリップ (ユリ科)、ヒガンバナ、スイセン (ヒガンバナ科)、イグサ (イグサ科) などに見られる。

  - 単花被花 (monochlamydeous flower): 1輪の花被をもつ花[1][4]。この花被は慣習的に萼とよばれることが多い[1][4]。しかし他の花の萼・花冠との相同性は必ずしも明らかではないため、花被とよぶべきともされ[12]、また花被とよんでいる例もある[13][14]。近縁種との比較から、明らかに萼を失って花冠が残ったと考えられる単花被花も存在する (シャクなど)。カンアオイ (ウマノスズクサ科)、ミズバショウ (サトイモ科)、ミクリ (ミクリ科)、イチリンソウ (キンポウゲ科)、アケビ (アケビ科)、ソバ (タデ科)、クリ (ブナ科)、ケヤキ (ニレ科)、クワ (クワ科)、ワレモコウ (バラ科)、グミ (グミ科)、ケイトウ (ヒユ科)、ヤマゴボウ (ヤマゴボウ科)、オシロイバナ (オシロイバナ科) などに見られる。
- 無花被花 (achlamydeous flower): 花被を欠く花[1][2][3][4]。裸花 (naked flower) ともよばれる[1]。センリョウ (センリョウ科) やコショウ (コショウ科)、ドクダミ (ドクダミ科)、マムシグサ (サトイモ科)、アマモ (アマモ科)、ガマ (ガマ科)、カツラ (カツラ科)、ヤナギ (ヤナギ科)、トウダイグサ (トウダイグサ科) などに見られる。

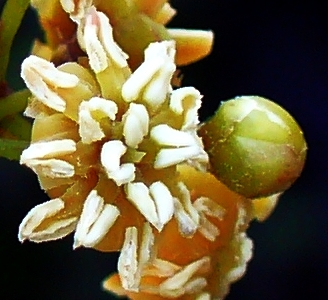
アンボレラ (アンボレラ科) の雄花とそのつぼみ。花要素はらせん状に配置。

一般的に、被子植物においては、萼と花冠の分化が不明瞭で連続的なものが原始的な特徴であると考えられている。アンボレラ (現生被子植物の中で最も初期に分かれたものと考えられている) やシキミ (マツブサ科) などにその例が見られる。このような萼片と花弁の連続的な分化は、花の発生のABCモデルにおける各遺伝子の発現範囲の境界が不明瞭であることに起因すると考えられている。ただしこのような特徴は、サボテン科など比較的派生的な群に見られることもある。いずれにしても被子植物の中では、萼と花冠が未分化な状態から、明瞭に分化した状態への進化が独立に何回も起こったと考えられている。古くは花被を欠くこと (無花被花) が原始的な特徴と考えられていたこともあったが (この仮説に基づく被子植物の分類体系としてエングラー体系などがある)、現在では無花被花は花被の二次的な欠失によって生じたものと考えられている。

## いろいろな花被

### 配置と数

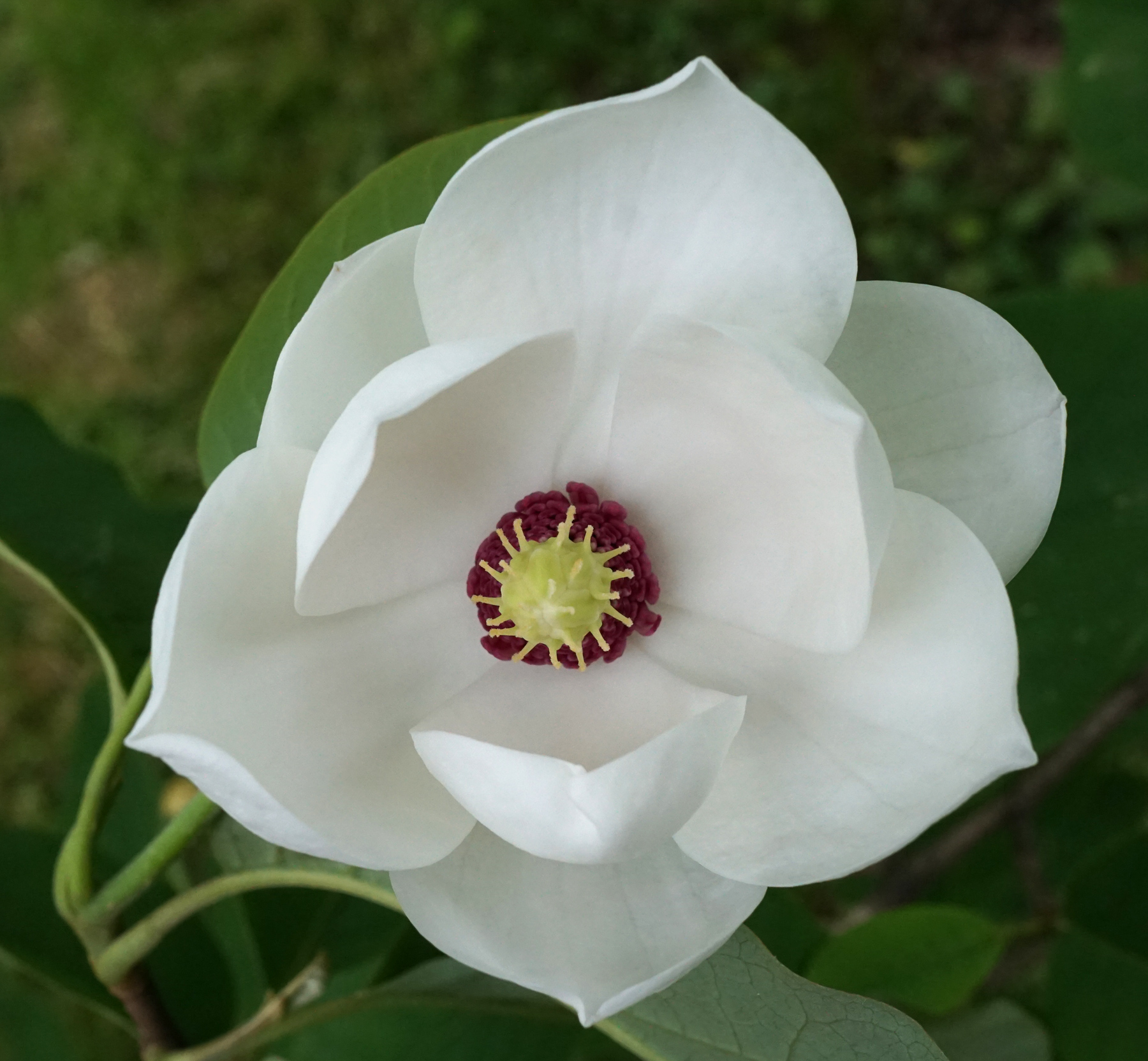
オオヤマレンゲ (モクレン科) の花。花被片は3輪に配置。

1つの花における花被片の配置や数は、ふつう種によって決まっている。ふつう花被片は輪生 (cyclic, wholed) しており、多くの場合、外花被 (ふつう萼) と内花被 (ふつう花冠) が2輪に配置している (dicyclic, biseriate)。それぞれの輪には3、4、または5枚ずつの花被片 (ふつう萼片または花弁) が配置されていることが多い。ただし花被片が1輪しかない場合や (monocyclic, uniseriate)、3輪 (tricyclic, triseriate)、4輪 (tetracyclic, tetraseriate) に配列している場合もある。モクレン属 (モクレン科) の多くでは花被片が3枚ずつ3輪に配置されており、そのうちモクレンでは最外の3枚が小さく萼片状、ハクモクレンでは全ての花被片が花弁状である。
いずれにしても各輪の花被片数は各分類群で一定であることが多く、このような数は merosity とよばれる。たとえば単子葉類の多くやクスノキ科、ウマノスズクサ科などは3数性、アカバナ科、モチノキ科などは4数性（tetramerous）、ベンケイソウ科、フウロソウ科などは5数性（pentamerous）の花をもつものが多い。このような花被片の基本数は、ふつうその花の雄しべの基本数と一致し、ときにその花の心皮 (雌しべを構成する要素) 数とも一致する。
またアンボレラやスイレン、シキミでは、花被片数が不特定多数であり、輪生ではなくらせん状に配置している (螺生; spiral)。このように不特定数の花被片が螺生する状態が、被子植物において原始的な形質であると考えられることが多いが、輪生している状態が原始的である可能性もある。被子植物の進化の早い段階で3数性が獲得されたと考えられており、この状態が多くの単子葉類やモクレン類 (クスノキ科、ウマノスズクサ科など) に見られる。また真正双子葉類の大部分を含む中核真正双子葉類 (コア真正双子葉類) の共通祖先において、5数性が生じたと考えられている。ただし花被の基本数に関しては、平行進化や祖先状態への逆転などが複数の系統で何度も起こっている。

### 合着

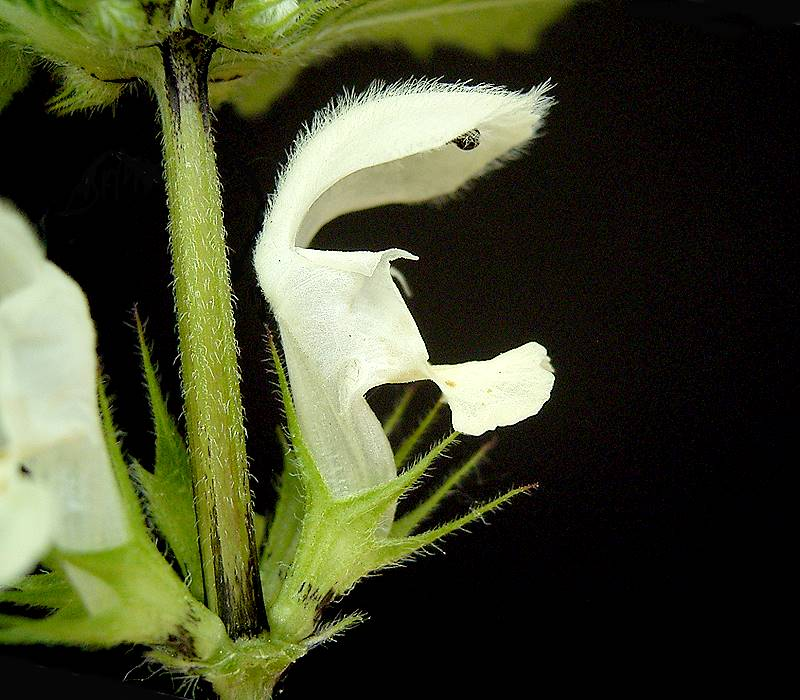
オドリコソウ (シソ科) の花。萼片、花弁はそれぞれ合着している (合片萼、合弁花冠)。

花において同じ種類の花要素どうし (花弁どうしなど) が合着していることを同類合着 (connation, cohesion) という。花被片の同類合着はふつうに見られ、萼片どうしが合着したものは合片萼 (合萼; symsepalous calyx, gamosepalous calyx)、花弁どうしが合着したものは合弁花冠 (sympetalous corolla, gamopetalous corolla)とよばれる。萼片や花弁に分化していない花被片 (花蓋片) が合着している状態は syntepalous、gamotepalous とよばれ、ギボウシやスズラン (キジカクシ科) では全ての花被片 (外花被片、内花被片) が合着している。また合着している場合にはふつう先端側が裂片に分かれているが、合片萼における裂片は萼裂片 (calyx lobe)、合弁花冠における裂片は花冠裂片 (corolla lobe)、花被が合着しているものでは花被裂片 (perianth lobe) とよばれる。
一方、個々の花被片が合着せずに離生している (distinct) ことも多い。萼片が互いに離生している萼は離片萼 (離萼; aposepalous calyx, polysepalous calyx)、花弁が離生している花冠は離弁花冠 (apopetalous corolla, polypetalous corolla)、萼片や花弁に分化していない花被片が離生している状態は apotepalous、polytepalous とよばれる。進化的には離生している状態が原始的であり、被子植物の中で花被片の合着は独立に何度も起こったと考えられている。
花において、異なる種類の花要素 (花弁と雄しべなど) が合着していることを異類合着 (adnation) という。花被片が雄しべと異類合着している例はしばしば見られる。いわゆる合弁花をもつ植物では、雄しべが花弁上に合着していることが多い（例: サクラソウ、リンドウ、アサガオ、シソ、ヒマワリなど）。このような雄しべは花冠上生 (花冠着生; epipetalous) とよばれる。また同花被花や単花被花においても、雄しべが花被に合着している例もあり、それぞれ花被上生 (epitepalous)、萼上生 (episepalous) とよばれる。

### 相称性
花被において、対称軸が2本以上あるものは放射相称 (radial, actinomorphic)、対称軸が1本のみのものは左右相称 (bilateral, zygomorphic) とよばれる。単花被花や同花被花の花被は、放射相称のもの、左右相称のものともにある。異花被花では、萼・花冠は同じ相称性を示すことが多く、共に放射相称のもの、共に左右相称のものがある。花被 (異花被花の場合はふつう花冠) は花の中で最も目立つ構造であり、花は主要な花被の相称性に基づいて放射相称花 (actinomorphic flower)、左右相称花 (zygomorphic flower) に類別される。例外的に対称軸がない花被をもつ花もあり、このような花は非相称花 (asymmetric flower) とよばれる (例: トモエソウやシオガマギク)。
進化的には放射相称の花被が被子植物における原始形質であり、そこから左右相称の花被への進化 (および放射相称への先祖帰りも) が独立に多数回起こったと考えられている。この進化は、花粉媒介における送粉者との関係に大きく関わっている。キンギョソウ (オオバコ科) では左右相称の花冠形成にCYC (CYCLOIDEA) とよばれる転写因子が関与しているが、これに相同な転写因子がガーベラ (キク科) やアブラナ科のマガリバナ(イベリス)、マメ科の左右相称花冠の形成にも関与していることが知られている。

### 花被片の重なり方

花芽内形態。A–D: 瓦重ね状 (A: decussate-trimerous, B: quincuncial, C: cochleate, D: decussate-dimerous)、E: 片巻状、F: 敷石状、G: apert。

花のつぼみの中では、花被片 (または花被の裂片) は一定の様式で折り畳まれて収まっている。このような折り畳まれ方を花芽内形態 (かがないけいたい; aestivation) といい、いくつかのタイプが知られている。1輪内の花被片の間に上下 (内外) 関係が存在するものは、瓦重ね状 (imbricate) とよばれる。一方、花被片が回旋状に重なっており、花被片間の上下 (内外) が同等であるものは片巻状 (回旋状; convolute, contorted) とよばれる。また花被片どうしが縁で接して重ならないものは敷石状 (しきいしじょう; valvate) とよばれる。

### イネ科の花被

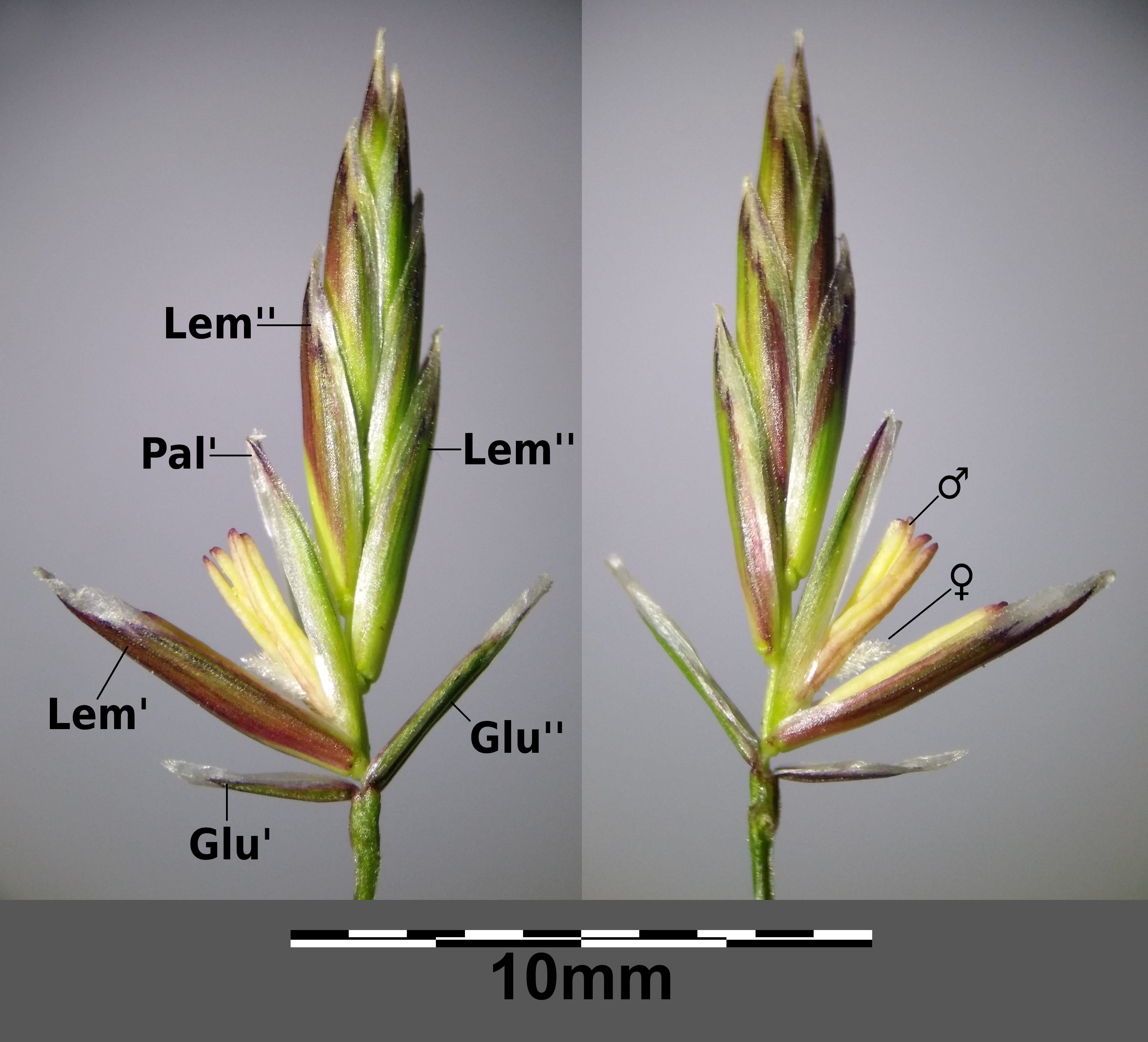
ヒロハウシノケグサ (イネ科) の小穂。第1小花のみを開いてあり、1個の小花は雌しべ (♀)、雄しべ (♂)、内穎 (Pal')、護穎 (Lem')からなる。Glu'は第1苞穎、Glu"は第2苞穎。

イネ科の花は特殊な形態をもち、穎花 (えいか; glumous flower) ともよばれる。穎花は1個の雌しべ (2心皮性) および3個または6個の雄しべをもつが、その基部に2個の小さな鱗片状の構造が存在する。この構造は鱗被 (lodicule) とよばれ、内花被片に由来すると考えられている。また穎花は内穎 (内花穎; palea, pl. paleae) と護穎 (外花穎; lemma, pl. lemmas / lemmata) とよばれる鱗片状の構造で覆われている。内穎にはふつう2本の肋があることから、2枚の外花被片 (萼片) が合着したもの、その外側の護穎は花の苞に由来するもの、と考えられている。

## コケ植物の花被
コケ植物の中で、苔類の造卵器 (およびそこから発達した胞子体) は、さまざまな保護構造で囲まれていることが多い。茎葉性 (茎と葉からなる体をもつ) の種において、これらの保護構造のうち、カリプトラ (造卵器の一部に由来する構造) の外側にあり、苞葉 (雌苞葉) の内側にある袋状の構造は花被 (ペリアンス、perianth) とよばれる（日本語、英語ともに上記の花の花被と同一であるが、これとは全く異なる構造である）。苔類の花被は、複数の葉が合着したものに由来すると考えられている。花被の有無や外形、開口部の形、表面構造などは、苔類の分類形質となる。
花被やその周囲の構造 (茎、苞葉、カリプトラ) が厚い多肉質の袋となったものは、ペリギニウム (perigynium) とよばれる。ペリギニウムのうち、カリプトラが関与しないものはシーロカウレ (coelocaule)、下曲して土中に入るものはマルスピウム (marsupium) とよばれる。
一方、ゼニゴケのような葉状性 (茎や葉を欠き、扁平な体をもつ) の苔類において、造卵器 (およびそこから発達した胞子体) を包む袋状の構造は偽花被 (仮花被、pseudoperianth) とよばれる。